# Elsa Donaire i Malagelada
Elsa Donaire Malagelada (La Cellera de Ter, 16 de juliol de 1979) és una jugadora de bàsquet catalana, ja retirada.
Formada al Club Bàsquet Cellera, va incorporar-se al club Segle XXI als catorze anys. Va militar durant catorze anys en diversos equips espanyols com Alumnios Tizona Burgos, Halcón-Viajes Salamanca, Nacex Jovent Palma, Ciudad de Burgos, UB Barça des del 2005, CB Rivas Futura, Sedis-Cadí La Seu d'Urgell la temporada 2007-2008 i PDV Ibiza la temporada 2008-2009. També va participar en diverses categories de la selecció espanyola de bàsquet. Com a jugadora de bàsquet va destacar per la rapidesa en el contraatac i la defensa. Va ser internacional amb la selecció espanyola de bàsquet en categories cadet i júnior. Quan es va retirar com a jugadora de basquet va començar a treballar d'infermera a l'Hospital Santa Caterina de Salt.

## Palmarès
- 1 Supercopa d'Espanya de bàsquet femenina: 2005-06

- 2 Lligues catalana de bàsquet femenina: 2005-06, 2007-08